# Splash Flash Class International Association
Die Splash Flash Class International Association (SCIA) ist die internationale Klassenvereinigung der Splash und Flash Bootsklassen. Mitglieder der SCIA sind die nationalen Klassenvereinigungen wie die SKOG oder Einzelmitglieder in Ländern, die keine nationale Klassenvereinigung haben.
Die SCIA ist Mitglied in der International Sailing Federation (ISAF) und vertritt dort die Interessen der beiden Bootsklassen. Die SCIA organisiert im Verbund mit einem nationalen Seglerverband und einem ausrichtenden Verein jährlich Weltmeisterschaften. Die SCIA legt die Klassenbestimmungen der beiden Bootsklassen verbindlich fest. Diese werden nach Prüfung auf Konformität bei der ISAF veröffentlicht.